# Чуринга

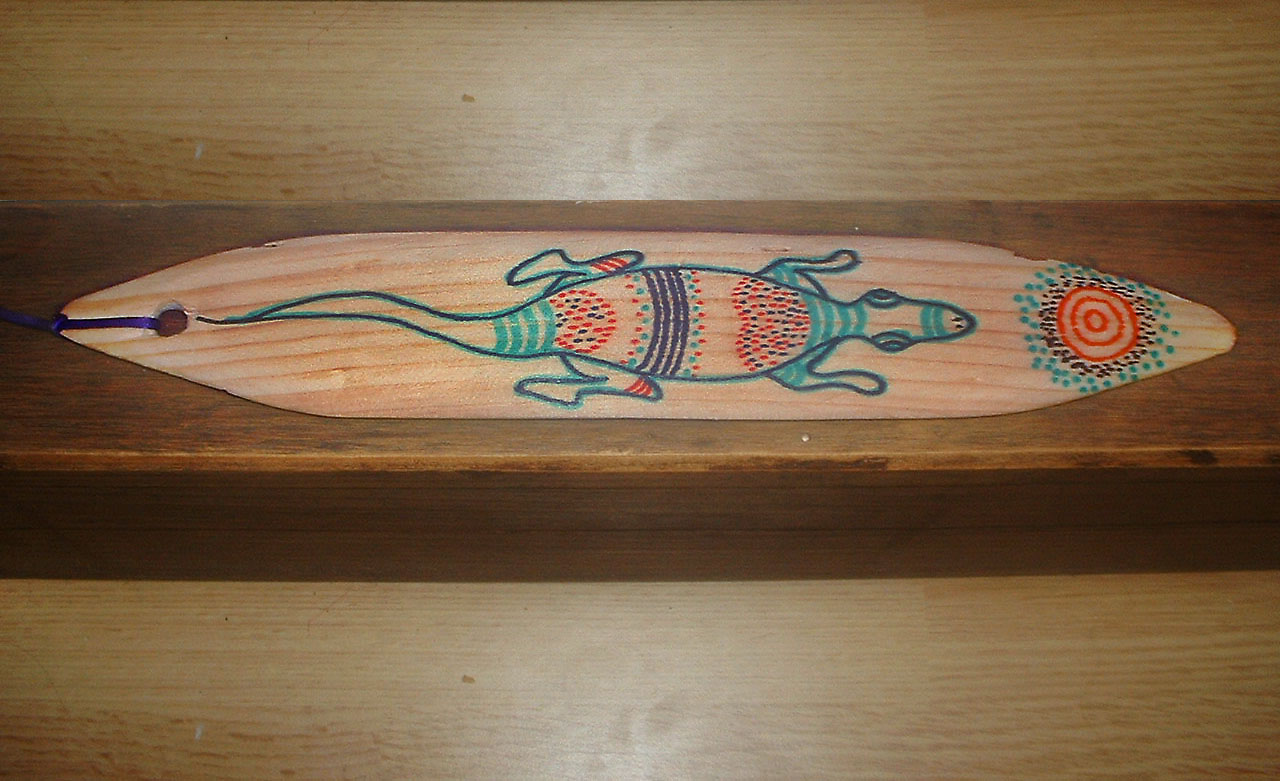
Рисунок на чуринге.

Чуринга (яз. арунта tjurunga, англ. chruinga) — музыкальный инструмент типа «вихревой аэрофон», предмет культа у австралийского племени арунта, проживающего в Центральной Австралии.
Чуринги производились из дерева и камня. Они нередко раскрашивались красками; такие раскрашенные каменные чуринги очень похожи по виду на гальки азильской культуры.
По представлениям арунта, чуринги служили вместилищем для душ их родственников. Каждый мужчина и каждая женщина арунта имели свою чурингу, где якобы находились их собственные души, унаследованные от умерших родственников.
Учитывая такое важное значение чуринг, их тщательно охраняли и прятали от врагов в пещерах.